# Russische und sowjetische Kriegsgräberstätten im Kreis Nordfriesland
Im Kreis Nordfriesland gibt es in 17 Orten russische und sowjetische Kriegsgräberstätten aus beiden Weltkriegen. Diese Gräber liegen sehr oft am äußersten Rand eines Friedhofs und sind schwer zu finden. Das Gräbergesetz in Deutschland garantiert die Unverletzlichkeit dieser Gräber. Deshalb sind sie manchmal auch als Einzelgrabanlage auf ansonsten abgeräumten Gräberfeldern zu finden. Die Kosten für die Grabpflege übernimmt die Bundesrepublik.

## Liste
| Bild           | Ort                | Lage Anm. 1                   | Adresse                                                   | Weblink Anm. 2 |
| -------------- | ------------------ | ----------------------------- | --------------------------------------------------------- | --- |
|                | Bredstedt          | (Lage)                        | Süderstraße Friedhof (Kriegsgräberstätte 1. Weltkrieg)    | Grabstätte für drei russische Kriegsgefangene des Ersten Weltkriegs.                                                           |
|                | Bredstedt          | (Lage)                        | Süderstraße Friedhof (Grabanlage)                         | Grabstätte für vier sowjetische Opfer des Zweiten Weltkriegs.                                                                  |
| weitere Bilder | Husum              | (Lage)                        | Schleswiger Chaussee Ostfriedhof (Grabanlage)             | Grabstätte für 33 KZ-Häftlinge, unter denen sich auch sowjetische Tote befinden.                                               |
|                | Husum              |                               | Schleswiger Chaussee Evangelischer Friedhof (Grabanlage)  | Grab eines sowjetischen Opfer des Zweiten Weltkriegs Nach Auskunft des Deutsch-Russischen Museums Berlin-Karlshorst unbekannt. |
|                | Ladelund           | (Lage)                        | Raiffeisenstraße Friedhof (Grabanlage)                    | Grabstätte für 298 Opfer des KZ Ladelund. Unter den Toten befinden sich auch 16 sowjetische KZ-Häftlinge.                      |
|                | Leck               | Koordinaten fehlen! Hilf mit. | Kirchhofstraße Evangelischer Friedhof (Grabanlage)        | Grabstätte für 28 sowjetische Kriegsgefangene und Zwangsarbeiter.                                                              |
|                | Mildstedt          | (Lage)                        | Schulweg Kirchhof (Grabanlage)                            | Grab eines sowjetischen Opfers des Zweiten Weltkriegs.                                                                         |
|                | Neukirchen         | Koordinaten fehlen! Hilf mit. | Kirchenweg Gemeindefriedhof (Grabanlage)                  | Grabstätte für zwei sowjetische Opfer des Zweiten Weltkriegs.                                                                  |
|                | Nieblum            | Koordinaten fehlen! Hilf mit. | Karkstieg St. Johannis-Friedhof (Grabanlage)              | Grabstätte für zwei sowjetische Opfer des Zweiten Weltkriegs.                                                                  |
|                | Niebüll            | Koordinaten fehlen! Hilf mit. | Gather Landstraße Evangelischer Friedhof (Grabanlage)     | Grabstätte für 54 osteuropäische Zwangsarbeiter, von denen mindestens 17 sowjetischer Herkunft sind.                           |
|                | Pellworm           | Koordinaten fehlen! Hilf mit. | Alte Kirche Friedhof Alte Kirche (Grabanlage)             | Grab eines sowjetischen Opfers des Zweiten Weltkriegs.                                                                         |
|                | Süderende          |                               | Haaleekremswai Friedhof St. Laurentii (Grabanlage)        | Grab eines sowjetischen Opfers des Zweiten Weltkriegs. Nach Auskunft der Friedhofsverwaltung unbekannt.                        |
| weitere Bilder | Tönning            | (Lage)                        | Herzog-Philipp-Allee Neuer Friedhof (Grabanlage)          | Grabstätte für fünf sowjetische Opfer des Zweiten Weltkriegs.                                                                  |
|                | Kating             | Koordinaten fehlen! Hilf mit. | Dorfstraße Friedhof (Grabanlage)                          | Grabstätte für zwei sowjetische Opfer des Zweiten Weltkriegs.                                                                  |
| weitere Bilder | Dagebüll           | (Lage)                        | Gabrielswarft Friedhof (Grabanlage)                       | Grabstätte für zwei sowjetische Opfer des Zweiten Weltkriegs.                                                                  |
|                | Westerland         | Koordinaten fehlen! Hilf mit. | Friedhofsweg Gemeindefriedhof (Grabanlage)                | Grabstätte für vier sowjetische Opfer des Zweiten Weltkriegs.                                                                  |
|                | Wyk                | Koordinaten fehlen! Hilf mit. | Kirchweg Friedhof St. Nicolai (Grabanlage)                | Grabstätte für vier sowjetische Opfer des Zweiten Weltkriegs.                                                                  |
|                | Sankt Peter-Ording | Koordinaten fehlen! Hilf mit. | Evangelischer Friedhof (Grabanlage)                       | Grabstätte für zwei sowjetische Opfer des Zweiten Weltkriegs.                                                                  |
|                | Nordstrand         | Koordinaten fehlen! Hilf mit. | Alterkoogchaussee Ev.-Luth. Gemeindefriedhof (Grabanlage) | Grabstätte für zwei sowjetische Zwangsarbeiter und eine Zwangsarbeiterin.                                                      |